# 尤宁格罗夫 (阿拉巴马州)
尤宁格罗夫（英語：Union Grove），是美国阿拉巴马州下属的一座城市。面积约为0.56平方英里（约合1.44平方公里）。根据2010年美国人口普查，该市有人口77人，人口密度为138.49/平方英里（约合53.47/平方公里）。